# Grand Queyron
Grand Queyron (fr. Pointe de Marte) – szczyt w Alpach Kotyjskich, części Alp Zachodnich. Leży na granicy między Włochami (regionie Piemont) a Francją (region Alpy Wysokie). Szczyt można zdobyć drogami z dolin Queyras we Francji oraz Valle Argentera we Włoszech.